# Donald Violette
 (février 2017).
Donald Violette, né à Saint-Quentin, est un mathématicien et professeur de mathématiques canadien, à l'Université de Moncton, au Nouveau-Brunswick de 1977 à 2020. Il est à la retraite depuis 2020. 
Il est, à notre connaissance, le premier Néo-Brunswickois francophone à obtenir un doctorat (PhD) en mathématiques.
Il est le fondateur de la Fondation mathématique Donald Violette,  la seule fondation mathématique au Canada, qui promeut les mathématiques auprès des jeunes francophones du Nouveau-Brunswick. 

## Biographie et Études
Diplôme d'études secondaires (École Mgr-Martin, Saint-Quentin, 1971); premier de sa promotion et récipiendaire d'un certificat d'honneur dans le cadre des examens du ministère de l'éducation. 
Baccalauréat ès sciences, majeure en mathématiques et majeure en physique (Université de Moncton, 1975) 
Maîtrise ès arts en mathématiques (Université d'Ottawa, 1977). Il a reçu la prestigieuse bourse du CRSNG durant deux années consécutives pour ses études de maîtrise.  
Doctorat (PhD) en mathématiques pures (Université de Sherbrooke, 1984) 
Il est responsable, avec sa fondation mathématique, des Concours de mathématiques Poincaré, Möbius et Sierpinski et des Camps mathématiques Donald-Violette, les premiers camps en mathématiques francophones au Nouveau-Brunswick. 
Il est, en 2017, l'auteur du roman jeunesse Les mathémagiciens. Ce livre se retrouve dans la liste des 100 meilleurs livres de mathematiques de tous les temps, selon le professeur Fabrice Arnaud de la France.
Il a été invité à participer à l'émission Luc et Luc en 2009 et à l'émission C'est ça la vie, émission diffusée au niveau national à Radio-Canada.
Il a prononcé une vingtaine de conférences et communications portant sur ses travaux de recherche en mathématiques (topologie) à des congrès nationaux et internationaux en France, Suisse, Italie, Grèce, Pologne, à Cuba, au Canada et aux États-Unis. Il a été le directeur de projets de recherche d'une quinzaine d'étudiants du baccalauréat (13) et de la maîtrise (2).
Il a été invité à prononcer les conférences d'ouverture de la Société mathématique du Canada à Niagara Falls, en décembre 2016, celle du Groupe canadien d'étude en didactique des mathématiques dans la région de Vancouver (Quest University) en juin 2018, et celles des camps mathématiques du Québec en 2010, 2011 et 2012.
Il a prononcé de nombreuses conférences générales en mathématiques dans le cadre de journées pédagogiques du Ministère de l'Éducation du Nouveau-Brunswick dans les années 80, 90 et 2000, lors de journées pédagogiques à l'Université de Moncton (campus de Moncton, celui de Shippagan et celui d'Edmundston) et lors de plusieurs colloques en sciences mathématiques du Québec.
Il a présenté environ 500 causeries dans les écoles primaires et secondaires francophones du Nouveau-Brunswick et du Québec.

## Prix et reconnaissances
- Prix d'excellence en enseignement de l'Université de Moncton (2002): il est le premier récipiendaire de ce prix en reconnaissance de son excellence en enseignement.
- Médaille du jubilé de diamant de la reine Élisabeth II (2013)
- Prix Adrien-Pouliot de la Société mathématique du Canada[6], (2016): pour sa contribution exceptionnelle et soutenue à l'enseignement des mathématiques.
- Personnalité de l'année du Journal L'Étoile (2013 et 2015) et 2e en 2016.
- Prix d'excellence en enseignement des sciences au niveau universitaire en Atlantique, CIPAS-APICS (1995)
- Honneur reçu de l'école Mgr-Martin de Saint-Quentin: le carrefour de l'école porte le nom Carrefour Donald-Violette (2014)
- Honneur reçu de la Fondation Dr Romaric-Boulay de l'hôpital de Saint-Quentin (2016)
- Prix du professeur le plus dévoué aux étudiants, Prix Bleu et Or, Université de Moncton (2014)
- Honneur reçu de la Ville de Saint-Quentin: Salle Docteur Donald-Violette, Palais Centre-Ville (2018)
- Premier membre honoraire de la Fondation Dr Romaric-Boulay de l'hôpital de Saint-Quentin (2002)
- Porteur de la flamme olympique lors des Jeux Olympiques d'hiver à Vancouver (2009-2010)
- Nomination pour l'Ordre du Canada (2019)
- Certificat d'honneur du ministère de l'éducation du Nouveau-Brunswick (1971).